# Sweet hello's and sad goodbyes Part II
Sweet hello's and sad goodbyes Part II is het 14e album van René Froger.

## Geschiedenis
Het album is een vervolg van het succesvolle en vijfmaal bekroonde platina-album Sweet hello's and sad goodbyes uit 1992. Ook dit album bevat weer een selectie hitnummers, van de periode 1992-2002. Het album bevat 18 singles plus twee bonusnummers. More Than a Feeling is ooit opgenomen voor Radio 2. Liefde van later werd live opgenomen tijdens de succesvolle theatertournee in 2002 in het Chassé Theater in Breda. Dit laatstgenoemde lied is als single uitgegeven, maar is maar in een zeer beperkte oplagen te verkrijgen.
Bij dit album zit ook een dvd. Deze laat het liveconcert zien van The Show of the Year 2001 in Ahoy Rotterdam. Daarnaast bevat de dvd ook nog vier videoclips, die toen nog nooit eerder te verkrijgen waren.

## Tracklist

### Cd
1. The world I threw away
2. Crazy way about you
3. Hou do I win your heart
4. I can't stop myself
5. Lovin' you
6. Calling out your name (Ruby)
7. Here in my heart
8. Wild Rhythm
9. Never fall in love
10. In dreams
11. Love me good
12. (Strip yourself) Naked for me
13. The number one
14. She (a song for Maxima)
15. Why are you so beautiful
16. Goodbye (+ Glennis Grace en Sylvia Samson)
17. Why you follow me
18. You're got a friend (& Marco Borsato & Ruth Jacott)
19. More than a feeling (bonus)
20. Liefde van later (bonus)

### Dvd
The Show of the Year 2001 Live in Ahoy' Rotterdam
1. Show opening & ouverture
2. Let me entertain you
3. I am a singer
4. Thunder in my heart
5. Goodbye (Duet with Glennis Grace and Sylvia Samson)
6. Nobody else
7. La vida loca (Featuring Baja Beach Club Crew)
8. This is the moment
9. She (a song for Maxima)
10. Love me good
11. Kaylee
12. The Frogettes: It's raining men
13. If we only had love
14. You've god a friend
15. The number one (videoclip)
16. Why you follow me (videoclip)
17. Wild rhythm (videoclip)
18. You've got a friend (videoclip)

## Hitnotering
| Hitnotering: 19-10-2002 t/m 04-01-2003 18-01-2003 t/m 22-02-2003 | Hitnotering: 19-10-2002 t/m 04-01-2003 18-01-2003 t/m 22-02-2003 | Hitnotering: 19-10-2002 t/m 04-01-2003 18-01-2003 t/m 22-02-2003 | Hitnotering: 19-10-2002 t/m 04-01-2003 18-01-2003 t/m 22-02-2003 | Hitnotering: 19-10-2002 t/m 04-01-2003 18-01-2003 t/m 22-02-2003 | Hitnotering: 19-10-2002 t/m 04-01-2003 18-01-2003 t/m 22-02-2003 | Hitnotering: 19-10-2002 t/m 04-01-2003 18-01-2003 t/m 22-02-2003 | Hitnotering: 19-10-2002 t/m 04-01-2003 18-01-2003 t/m 22-02-2003 | Hitnotering: 19-10-2002 t/m 04-01-2003 18-01-2003 t/m 22-02-2003 | Hitnotering: 19-10-2002 t/m 04-01-2003 18-01-2003 t/m 22-02-2003 | Hitnotering: 19-10-2002 t/m 04-01-2003 18-01-2003 t/m 22-02-2003 | Hitnotering: 19-10-2002 t/m 04-01-2003 18-01-2003 t/m 22-02-2003 | Hitnotering: 19-10-2002 t/m 04-01-2003 18-01-2003 t/m 22-02-2003 | Hitnotering: 19-10-2002 t/m 04-01-2003 18-01-2003 t/m 22-02-2003 | Hitnotering: 19-10-2002 t/m 04-01-2003 18-01-2003 t/m 22-02-2003 | Hitnotering: 19-10-2002 t/m 04-01-2003 18-01-2003 t/m 22-02-2003 | Hitnotering: 19-10-2002 t/m 04-01-2003 18-01-2003 t/m 22-02-2003 | Hitnotering: 19-10-2002 t/m 04-01-2003 18-01-2003 t/m 22-02-2003 | Hitnotering: 19-10-2002 t/m 04-01-2003 18-01-2003 t/m 22-02-2003 |
| Week                                                             | 1                                                                | 2                                                                | 3                                                                | 4                                                                | 5                                                                | 6                                                                | 7                                                                | 8                                                                | 9                                                                | 10                                                               | 11                                                               |                                                                  | 12                                                               | 13                                                               | 14                                                               | 15                                                               | 16                                                               | 17                                                               |
| ---------------------------------------------------------------- | ---------------------------------------------------------------- | ---------------------------------------------------------------- | ---------------------------------------------------------------- | ---------------------------------------------------------------- | ---------------------------------------------------------------- | ---------------------------------------------------------------- | ---------------------------------------------------------------- | ---------------------------------------------------------------- | ---------------------------------------------------------------- | ---------------------------------------------------------------- | ---------------------------------------------------------------- | ---------------------------------------------------------------- | ---------------------------------------------------------------- | ---------------------------------------------------------------- | ---------------------------------------------------------------- | ---------------------------------------------------------------- | ---------------------------------------------------------------- | ---------------------------------------------------------------- |
| Nummer                                                           | 13                                                               | 9                                                                | 20                                                               | 47                                                               | 23                                                               | 22                                                               | 37                                                               | 50                                                               | 59                                                               | 59                                                               | 65                                                               | uit                                                              | 89                                                               | 58                                                               | 60                                                               | 70                                                               | 85                                                               | 86                                                               |